# Chiesa di San Giovanni Battista (Minerbio)
La chiesa arcipretale di San Giovanni Battista è la parrocchiale di Minerbio, in città metropolitana ed arcidiocesi di Bologna; fa parte del vicariato di Galliera.

## Storia
Nel testamento di Domenico Isolani, datato 15 giugno 1369, si legge che suo figlio Giovanni avrebbe dovuto provvedere, entro quattro anni da quella data, a far edificare a Minerbio una chiesa, il cui giurispatronato sarebbe appartenuto per secoli, sino al 1967, proprio alla famiglia degli Isolani. Il 14 novembre 1372 fu concesso dall'arcivescovo Bernardo de Bonnevalle il permesso di realizzare l'edificio, che fu terminato l'anno seguente. Di questa prima struttura rimane a testimonianza un disegno del 1538 di Egnazio Danti. In una successiva incisione di Bernardo Gamberini (1733) si notano alcune differenze rispetto al disegno cinquecentesco: nel frattempo, infatti, era stata aggiunta una cappella laterale. 
Verso l'inizio del XVIII secolo la chiesa medievale era mal ridotta e insufficiente a soddisfare le esigenze della popolazione e, nel 1732, l'arciprete don Tommaso Morelli decise di riedificarla con dimensioni maggiori. Il progetto fu affidato a Carlo Francesco Dotti e la prima pietra della nuova parrocchiale fu posta il 12 luglio 1733; nel corso dei lavori venne modificato il disegno dell'erigenda chiesa. L'edificio fu completato nel 1737 e il 10 novembre dello stesso anno l'arcivescovo Prospero Lambertini impartì la consacrazione. 
Nel frattempo, le funzioni religiose si tenevano nell'antica chiesa, demolita tra il 1740 ed il 1741 per far posto alla nuova canonica. Nello stesso periodo venne eretto il campanile, alto 40,26 metri, anch'esso disegnato dal Dotti. Nel 1807 fu rifatta la pavimentazione, nel 1811 realizzato il nuovo altare maggiore utilizzando parti di quello della soppressa chiesa bolognese di San Gabriele e nel 1845 restaurato il presbiterio. Tra il 1936 ed il 1937 su progetto di Arrigo Stanzani ed iniziativa Gualtiero Isolani fu realizzata la nuova facciata, inaugurata il 31 ottobre 1937. 
Il 20 aprile 1945 il campanile andò totalmente distrutto durante un bombardamento anglo-americano. Nel 1959 il pavimento subì un ulteriore rifacimento e negli anni settanta, seguendo gli ordinamenti del Consiglio Vaticano II, fu realizzato il nuovo altare rivolto verso l'assemblea. Tra il 2012 e il 2016 la parrocchiale venne restaurata in seguito al terremoto dell'Emilia del 2012.

## Interno

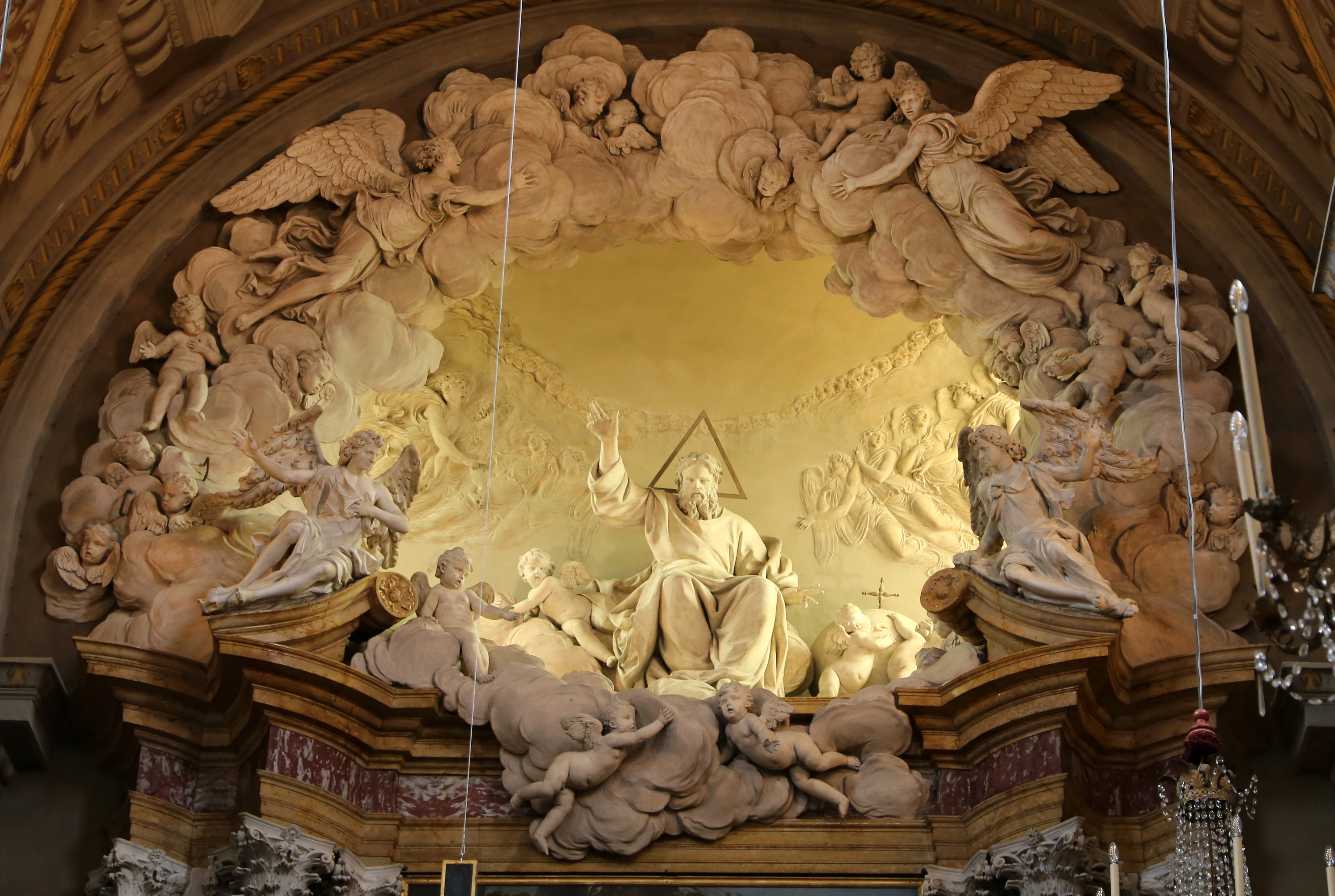
Giuseppe Maria Mazza, Dio padre in gloria d'angeli, 1690-1710 ca.

Opere di pregio conservate all'interno della chiesa sono la pala di Guido Reni raffigurante l'Addolorata, un dipinto con soggetto il Sacro Cuore di Gesù ed uno con la Madonna della Cintura assieme ai santi Sebastiano e Rocco, il ciclo dedicato alle Storie della vita di San Giovanni Battista, eseguito Giuseppe Pedretti e da Pietro Scandellari, ed un gruppo scultoreo raffigurante la Gloria, scolpito da Giuseppe Maria Mazza nel XVIII secolo.